# 12156 Ubels
12156 Ubels (tên chỉ định: 1042 T-2) là một tiểu hành tinh vành đai chính. Nó được phát hiện bởi Cornelis Johannes van Houten, Ingrid van Houten-Groeneveld, và Tom Gehrels ở Đài thiên văn Palomar ở Quận San Diego, California, ngày 29 tháng 9 năm 1973. Nó được đặt theo tên Egbert Ubels, a deceased fireman.